# Martin Höhener
Martin Höhener (Zurigo, 23 giugno 1980) è un allenatore di hockey su ghiaccio ed ex hockeista su ghiaccio svizzero che ha giocato come difensore nella Lega Nazionale A.

## Carriera

### Club
Martin Höhener iniziò a militare nelle giovanili dell'EHC Kloten, disputando 83 incontri con 35 punti fra il 1996 ed il 1999, mentre nella stagione 1997-1998 fece una breve esperienza in Lega Nazionale B con l'EHC Bülach. Ebbe l'opportunità di debuttare in Lega Nazionale A nella stagione 1998-1999 collezionando 29 presenze e 2 assist. Nel Draft del 2000 fu scelto al nono giro dai Nashville Predators.
Rimase a Kloten fino al 2003 totalizzando 175 partite con 35 punti, oltre ad un incontro disputato con il farm-team dell'HC Thurgau nella stagione 200-2001. Nella stagione 2003-2004 passò per un anno al Ginevra-Servette, con 22 punti in 42 partite. Nelle due stagioni successive militò nei ZSC Lions oltre ad un breve periodo nel farm-team dei GCK Lions. Dall'inizio del 2006 e per tutta la stagione 2006-2007 Höhener si trasferì all'HC Ambrì-Piotta, raggiungendo quota 65 partite con 15 punti ottenuti.
Nel 2007 fece ritorno a Ginevra, arrivando nella stagione 2009-2010 a disputare la finale per il titolo svizzero contro il Berna, fino a prolungare il proprio contratto fino al 2011. Con il Servette giocò 181 incontri con 61 punti ottenuti. Nella stagione 2012-2012 passò al SC Bern, disputando la seconda finale in carriera persa contro Zurigo.
Nell'autunno del 2012, visti gli arrivi a Berna dei difensori della NHL Mark Streit e Roman Josi, la dirigenza del Berna prestò Höhener all'Ambrì-Piotta fino al termine del proprio contratto nel 2013. Successivamente giocò anche per l'EHC Basel in Lega Nazionale B.

### Nazionale
Nel 1998 Höhener disputò il campionato europeo con la selezione Under-18, mentre nel corso della stagione 1999-2000 disputò il mondiale Under-20 del 2000. Nel 2002 invece esordì con la nazionale maggiore in occasione del torneo olimpico di Salt Lake City, mentre nei mesi successivi fu convocato per prendere parte al campionato mondiale. Dal 2007 al 2010 ritornò nell'ambito della nazionale disputando 8 incontri amichevoli.